# Mallada alticolus
Mallada alticolus is een insect uit de familie van de gaasvliegen (Chrysopidae), die tot de orde netvleugeligen (Neuroptera) behoort. 
Mallada alticolus is voor het eerst wetenschappelijk beschreven door Banks in 1931.